# Schomburg (Wangen im Allgäu)

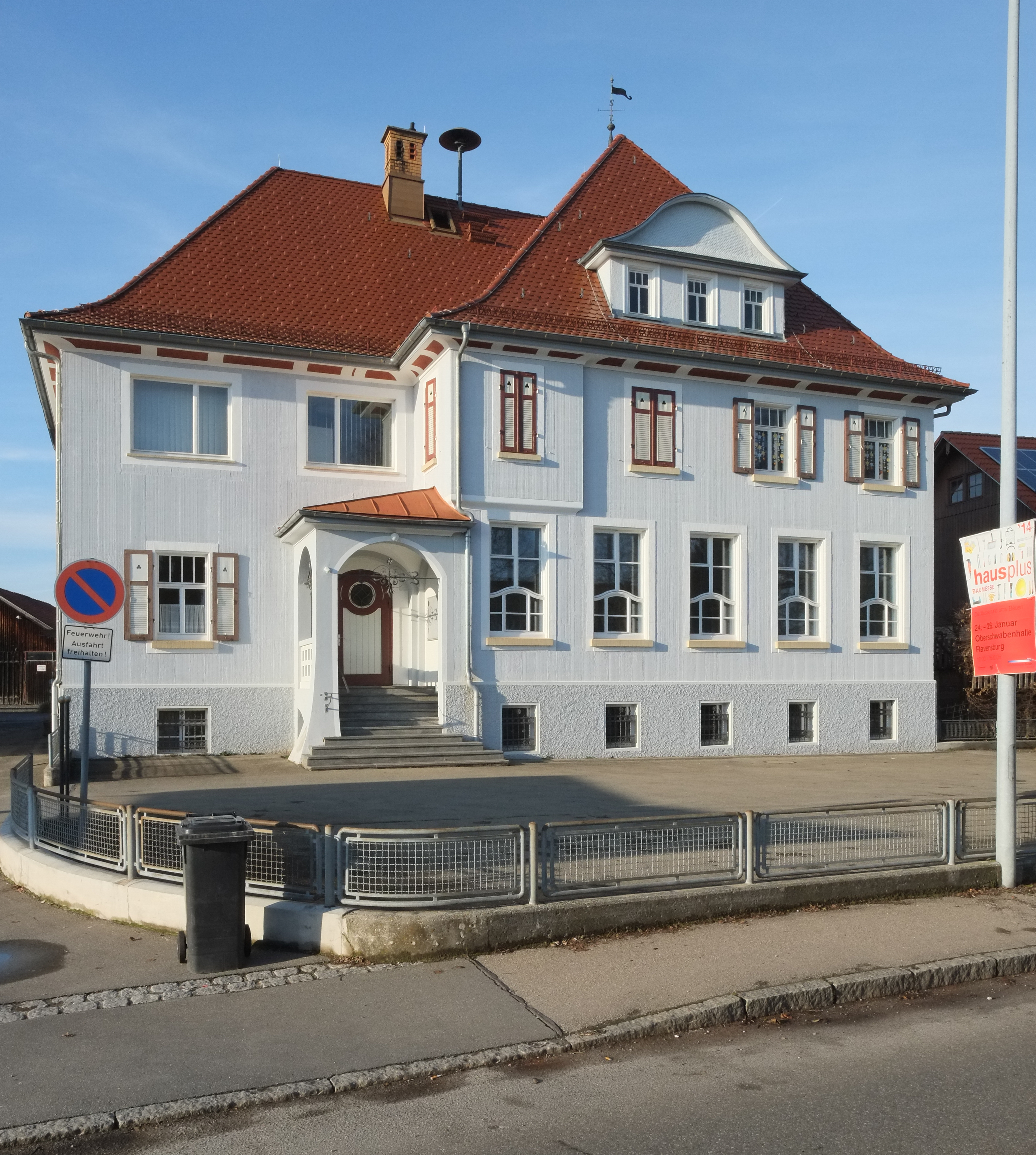
Gemeindehaus in Primisweiler

Schomburg ist einer von sechs Stadtteilen und ein Weiler der Großen Kreisstadt Wangen im Allgäu im Landkreis Ravensburg in Baden-Württemberg.

## Geographie

### Lage
Der Stadtteil liegt am Westrand des Gebiets der Stadt beidseits der Unteren Argen, der namengebende Weiler etwa acht Kilometer westlich der Stadtmitte rechts auf dem Hang über dem Fluss.

### Gliederung
Zum Teilort Schomburg gehören die Wohnplätze Batten, Bauren, Engelitz, Hagmühle, Halbrechts, Haslach, Haslachmühle, Hiltensweiler, Hochbühl, Hof Schomburg, Hugelitz, Kernaten, Lochmühle, Magel, Mittenweiler, Pflegelberg, Primisweiler, Rembrechts, Rhein, Schauwies und Ziegelhütte.

## Geschichte
Im Weiler Rembrechts wurde im Herbst 1933 bei landwirtschaftlicher Arbeit in bis zu zwanzig Zentimeter Tiefe ein durch Grünspan zusammengebackener Klumpen aus Schmuck und Münzen gefunden. Der Schatz aus dem 3. Jahrhundert (Schlussmünzen von 230) besteht unter anderem aus Halsketten, Armreifen, Fingerringen, Zierscheiben, Fibeln und 88 Münzen (82 Denare und sechs Großbronzen).
Schomburg wurde 1229 als Scowenburc erstmals urkundlich erwähnt.

### Rittergut Schomburg
Die Herrschaft Schomburg war ein Rittergut mit Niederer Gerichtsbarkeit, das den Grafen von Montfort unterstand. Das Rittergut Schomburg war Teil des Ritterkanton Hegau-Allgäu-Bodensee.
Rittersitz war Burg Alt-Schomburg. Ihre neuere Schwesterburg wurde 1754 von den Grafen von Montfort zum Schloss Schomburg ausgebaut. Im Zuge des Konkursverfahrens mussten die Grafen von Montfort ihre Güter samt der Herrschaft Schomburg 1779 an das Haus Habsburg abtreten. Mit dem Frieden von Pressburg fielen diese Güter 1805 an Bayern, das sie auf Druck Napoleon Bonapartes im Grenzvertrag zwischen Bayern und Württemberg 1810 an Württemberg weitergab.

### Schomburg im 20. Jahrhundert
Die Gemeinde gehörte zum Oberamt Tettnang, wurde am 1. April 1937 ins Oberamt Wangen eingegliedert und am 1. Februar 1972 im Rahmen der Gemeindereform in Baden-Württemberg in die Stadt Wangen im Allgäu eingemeindet. Südlich von Primisweiler liegt der Blausee (amtlich auch Blauer See).

## Religion
In Schomburg gibt es zwei katholischen Pfarreien, Primisweiler und Haslach mit der Pfarrkirche St. Stephanus. Für ganz Schomburg ist das evangelische Pfarramt in Amtzell zuständig, da es im Ort keine evangelische Kirche gibt.

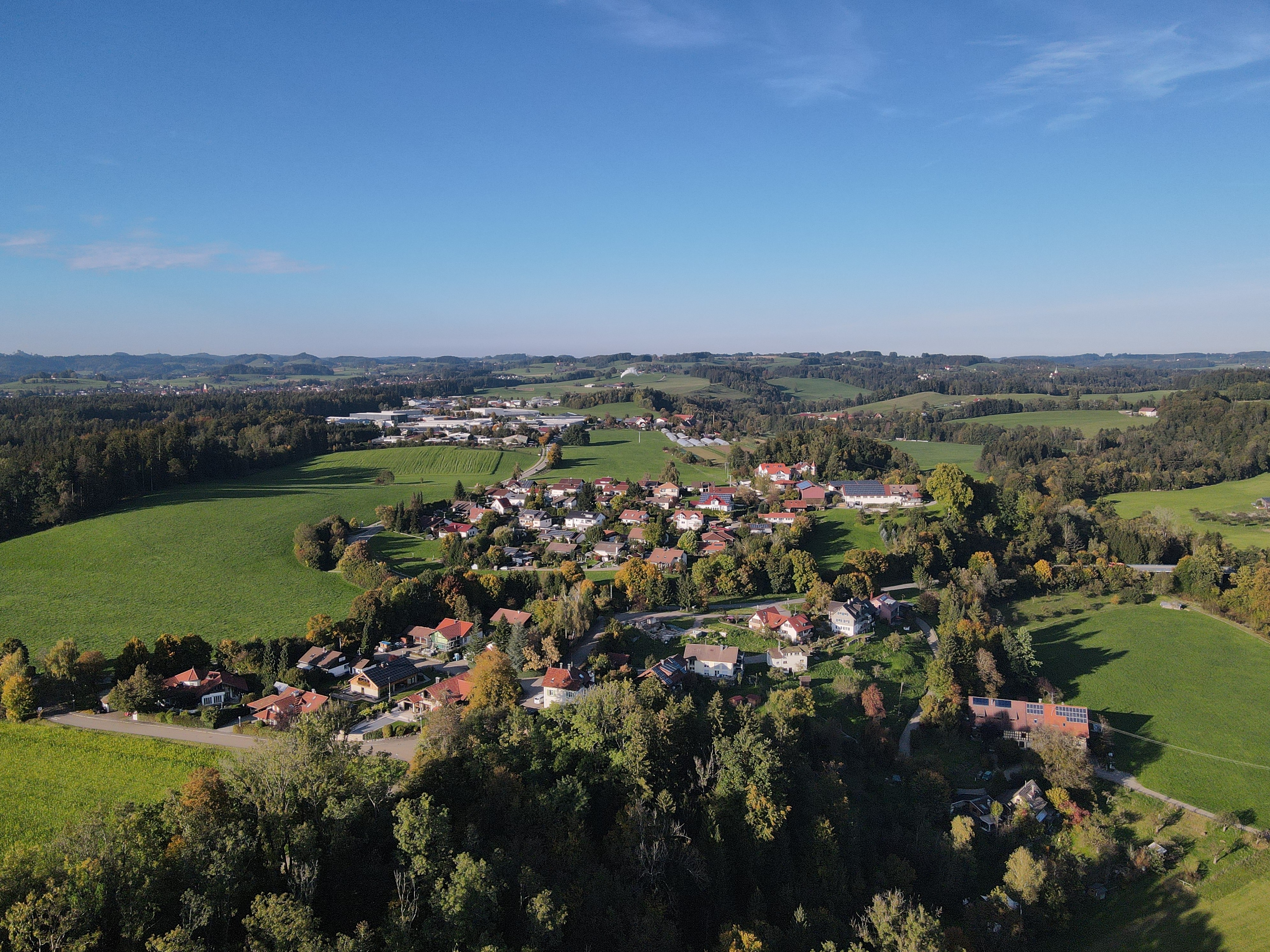
Schomburg von oben mit Blick nach Nord

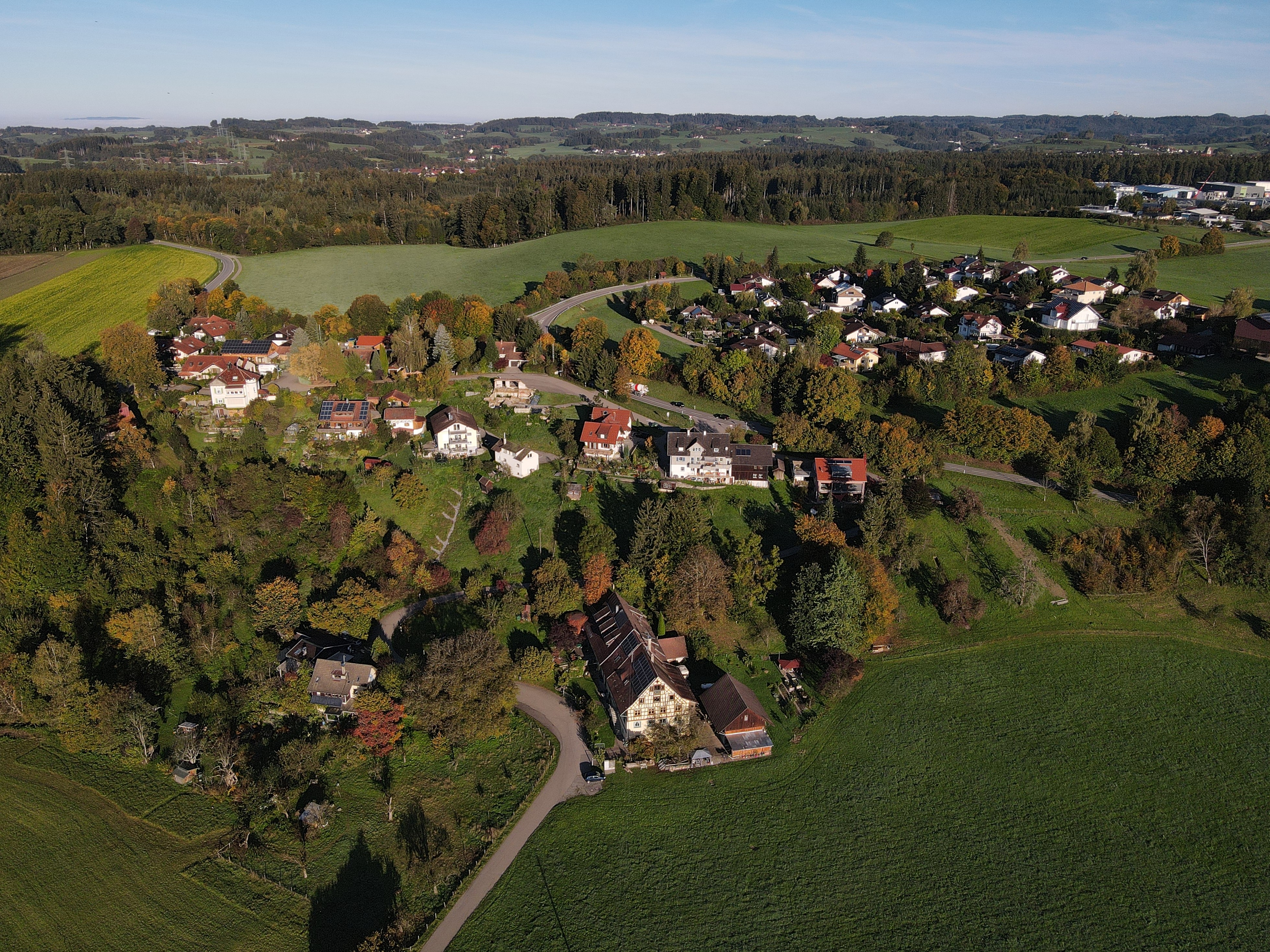
Schomburg mit Blick nach West

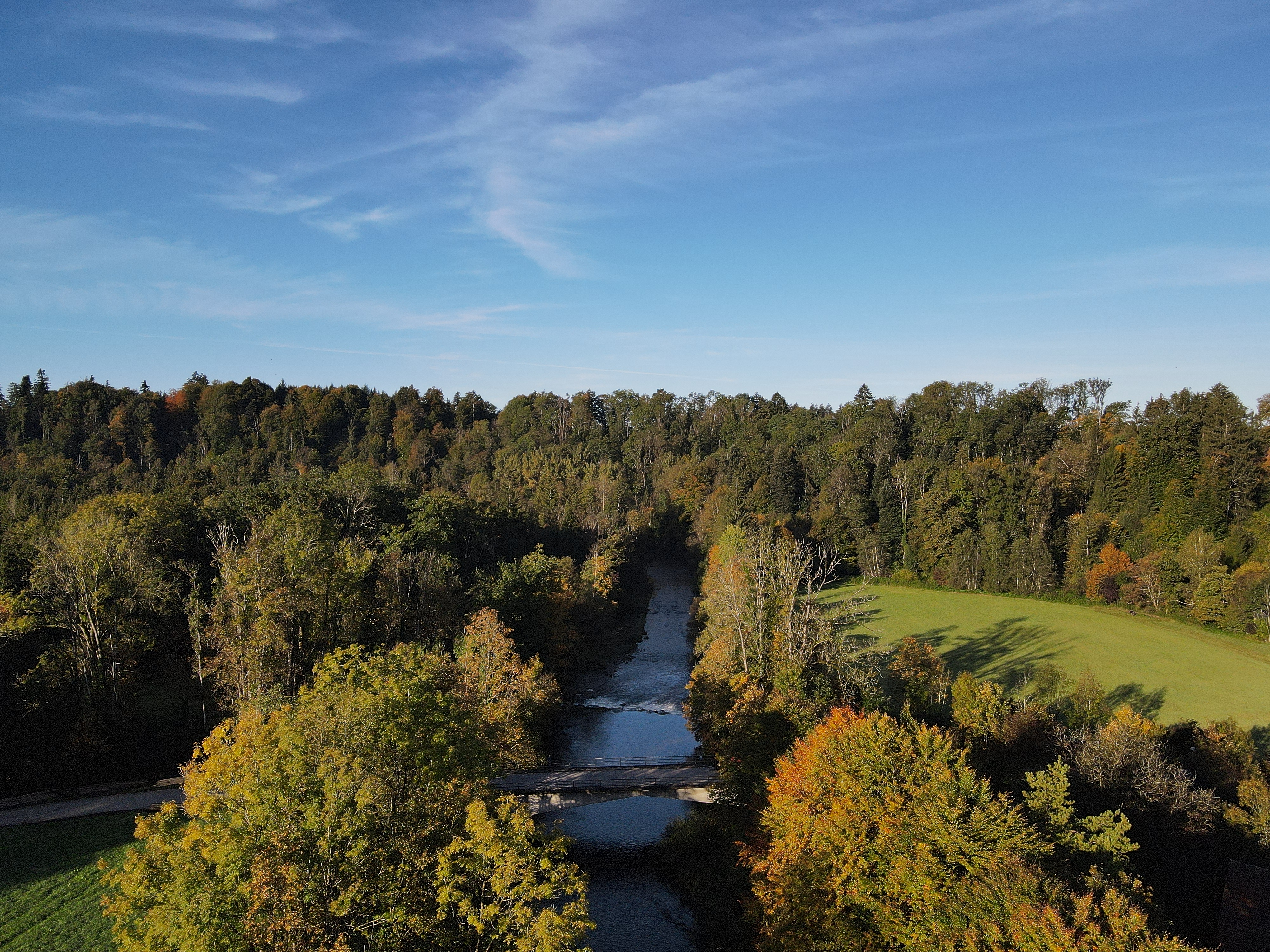
Argenbrücke bei Schomburg (Wangen)

## Persönlichkeiten
- Alois Knoepfler (1847–1921), römisch-katholischer Theologe und Kirchenhistoriker
- Kevin Leitner (* 1989), ausgezeichneter Koch